# Tõlliste (gemeente)
Tõlliste (Estisch: Tõlliste vald) was een gemeente in de Estlandse provincie Valgamaa. De gemeente telde 1570 inwoners op 1 januari 2017 en had een oppervlakte van 193,8 km².
In oktober 2017 werd Tõlliste bij de gemeente Valga gevoegd.
De gemeente telde twee plaatsen met de status van vlek (alevik): Laatre en Tsirguliina, en dertien dorpen. De gemeente grensde voor een klein deel aan Letland.

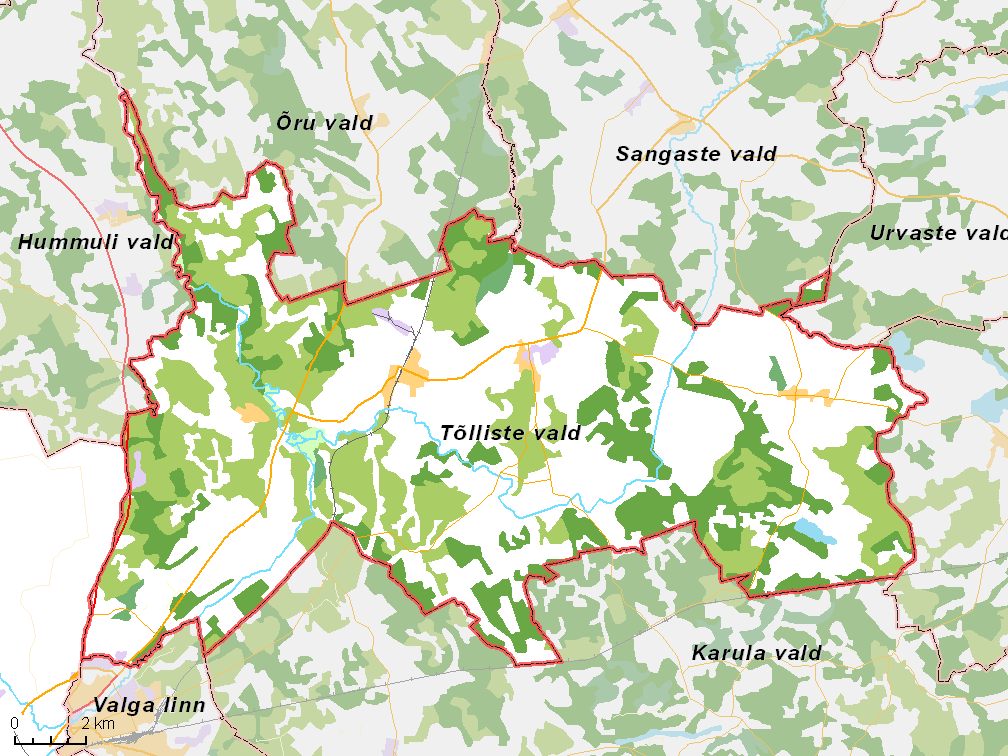
De gemeente met omliggende gemeenten, situatie begin 2017